# دكتاتورية يمينية
الديكتاتورية اليمينية (والتي يشار إليها في بعض الأحوال كذلك باسم ديكتاتورية اليمين) تشير إلى نظام سلطوي يمكن أن توصف سياسته على أنها يمينية.
وهناك تعريفات مختلفة لمصطلح «اليمينية». وأشهرها يشتمل على كل الديكتاتوريات التي لا تعتبر نفسها شيوعية. وغالبًا ما تكون تلك الديكتاتوريات مؤيدة للرأسمالية في الأمور الاقتصادية، في حين أنها تكون متحفظة في الأمور الأيديولوجية.
وفي بعض الأحوال، يتم استخدام مصطلح الديكتاتورية الفاشية (غالبًا من قبل المعارضين[بحاجة لمصدر]) بشكل متبادل مع مصطلح الديكتاتورية اليمينية. ومن المقبول بشكل شائع أن ألمانيا وإيطاليا كانت تخضع لحكومات فاشية في وقت ما من تاريخها، وتخضع الكيفية التي تشير بها إلى الأنظمة اليمينية الأخرى للمزيد من النقاش.